# Bierbaum am Auersbach
Bierbaum am Auersbach ist eine ehemalige Gemeinde mit 458 Einwohnern (Stand 1. Jänner 2024) im Südosten der Steiermark. Sie liegt im Gerichtsbezirk Feldbach bzw. Bezirk Südoststeiermark. Im Rahmen der Gemeindestrukturreform in der Steiermark wurde die Gemeinde am 1. Jänner 2015 mit den Gemeinden Sankt Peter am Ottersbach und Dietersdorf am Gnasbach zusammengeschlossen. Die neue Gemeinde trägt den Namen Marktgemeinde Sankt Peter am Ottersbach weiter. Grundlage dafür ist das Steiermärkische Gemeindestrukturreformgesetz – StGsrG.

## Geografie
Bierbaum am Auersbach ist seit 1. Jänner 2015 eine Katastralgemeinde der Marktgemeinde St. Peter am Ottersbach und liegt im Bezirk Südoststeiermark im österreichischen Bundesland Steiermark.
Bierbaum am Auersbach wurde im Zuge der Gemeindestrukturreform am 1. Jänner 2015 mit der Marktgemeinde Sankt Peter am Ottersbach und der Gemeinde Dietersdorf am Gnasbach fusioniert.

## Nachbargemeinden

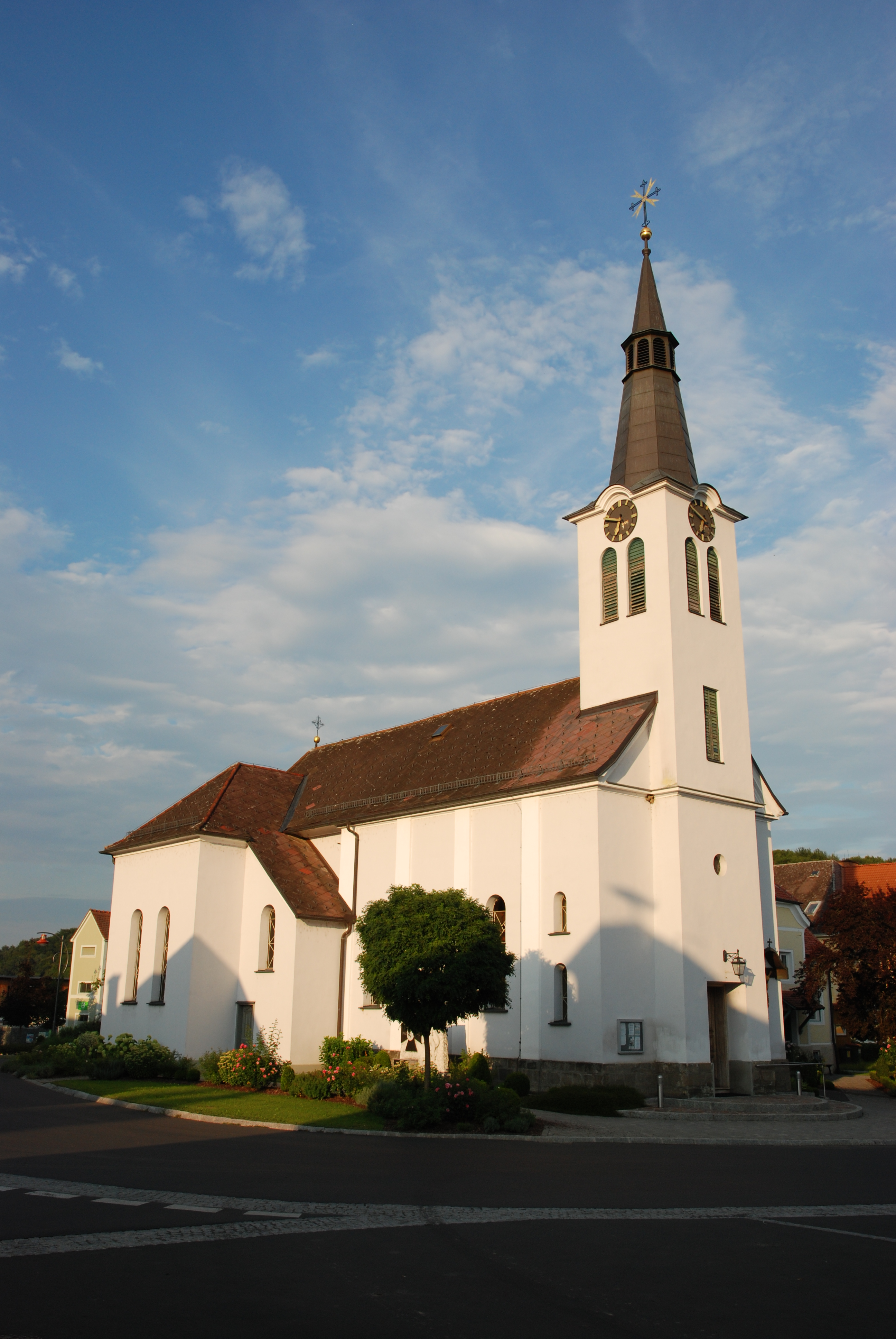
Kirche Bierbaum

|           | Aug-Radisch                                 | Grabersdorf |
| Jagerberg | Kompassrose, die auf Nachbargemeinden zeigt | Trössing    |
|           | St. Peter                                   | Dietersdorf |

## Geschichte
Die Sage: Wie Bierbaum einst zu seinem Namen kam.
In der Gegend am Auersbach stand ein prächtiger Birnbaum. Dort trafen sich immer wieder die Handwerksgesellen und erzählten von ihren Erlebnissen und Abenteuern. Hatten sie sich unter dem schattenspendenden Birnbaum ausgeruht, um sich neuerlich auf Schusters Rappen zu begeben, riefen sie sich noch zu: „Wir treff’n uns nächstes Jahr wieder beim Birnbaum!“
Als sich einst bei diesem Birnbaum drei vagabundierende Gesellen namens Burannerl, Burmichl und Burjoga trafen, waren sie von der lieblichen Gegend so angetan, dass sie beschlossen, ihr Wanderleben aufzugeben, um sesshafte Bauersleute zu werden. Sie bauten die ersten Häuser.
So entstand der Ort der Sage nach und erhielt seinen Namen vom einst mächtigen Birnbaum, der noch vor einigen Jahrzehnten vor dem Hause Fröhlich (heute Wagist) gestanden sein soll.

### Historische Fakten
Die Aufhebung der Grundherrschaften erfolgte 1848. Die Ortsgemeinde als autonome Körperschaft entstand 1850. Nach der Annexion Österreichs 1938 kam die Gemeinde zum Reichsgau Steiermark, 1945 bis 1955 war sie Teil der britischen Besatzungszone in Österreich.
In der Katastralgemeinde Bierbaum befand sich noch im 21. Jahrhundert ein Hinweis auf die Besiedlungsgeschichte: Dort lag eine „Bauerngmoa“, das „Bauerngut Bierbaum“. Dessen Grundstücke standen im gemeinsamen Eigentum der Besitzer mehrerer (teilweise ehemaliger) Bauernhöfe. Die Eigentumsanteile waren grundbücherlich nicht Personen zugeordnet, sondern mit dem Eigentum an den Liegenschaften dieser Bauernhöfe (den im Grundbuch so genannten „Stammliegenschaften“) verbunden. Diese Eigentumsverteilung beruhte auf Urkunden aus den Jahren 1880er-Jahren. Die Bezeichnung ist ein Beleg dafür, dass es sich bei diesen Gebieten um Reste eines dörflichen Allgemeingutes (Allmende) handelt, solche Gebiete wurden im bayrischen Sprachgebrauch als „G(e)mein“ bezeichnet. Sie bestanden bei vielen Orten, die im 12. oder 13. Jahrhundert entstanden und sind Hinweise auf eine planmäßige Besiedelung eines Gebietes, deren Rahmenbedingungen durch eine Obrigkeit festgelegt wurden. Ab dem Spätmittelalter wurden diese Gemeinschaftsbereiche allerdings meist wegen Unstimmigkeiten unter den Berechtigten aufgeteilt oder ihr Gebiet neuen Hofstätten (Keuschen, Huben) zugewiesen. Dies belegt auch den zuletzt relativ geringen Umfang der Liegenschaften. Über die Bauerngmein wurde ein Teilungsverfahren eröffnet, in dessen Rahmen die einzelnen Grundstücke auf andere Liegenschaften aufgeteilt und das Bauergut (dessen Einlagezahl 110) im Grundbuch gelöscht wurde.

## Politik
Mit Helfried Otter stellt Bierbaum am Auersbach den Vizebürgermeister der Marktgemeinde St. Peter am Ottersbach. Der Ortsvorsteher von Bierbaum am Auersbach ist Matthias Rossmann.

### Wappen
Die Gemeinde trug seit 1. Juni 1982 folgendes Wappen:

Blasonierung: „In Rot erniedrigt eine goldene Deichsel, aus Pfahl und Schrägbalken je eine mit zwei goldenen Blättern belaubte goldene Birne wachsend.“

## Kultur und Sehenswürdigkeiten
- Pfarrkirche hl. Dreifaltigkeit
- Fatimakapelle in Bierbaum am Auersbach
- Koglbauerkapelle

## Wein & Kulinarik
- Weinhof Rossmann – Weingut des Jahres 2015 (www.weinhof-rossmann.at)